# Eleni Rittmann
Eleni Ursina Rittmann (* 15. Dezember 2000 in Uznach) ist eine Schweizer Fussballspielerin (Innenverteidigerin).

## Sportkarriere
Eleni Rittmann hat zwei ältere Brüder, über die sie zum Fussball kam. Sie begann ihre sportliche Laufbahn beim FC Rapperswil-Jona, wo sie zunächst mit ihren Brüdern auflaufen konnte. Nach drei Jahren in der Jugend von Rapperswil-Jona wechselte Rittmann zum Nachwuchs des FC Zürich Frauen. Hier spielte sie bis zur U21. Von hier wechselte Rittmann zum FC St. Gallen-Staad, für den sie in der Spielzeit 2019/2020 gegen den Grasshopper Club Zürich erstmal in der Nationalliga A eingesetzt wurde. Sie wechselte dann 2020 zu den Grasshoppers. Für die Saison 2022/2023 kehrte sie wieder zum FC Rapperswil-Jona zurück. In der Spielzeit wurde die Verteidigerin siebzehnmal in der Women’s Super League eingesetzt. Daneben nahm Rittmann ein Studium der Sozialen Arbeit auf. In der folgenden Saison 2023/2024 wechselte sie nach Österreich zum FFC Vorderland in der ÖFB Frauen-Bundesliga. Am 24. August 2024 zog die sich eine Fussverletzung zu. In der folgenden Saison kehrte sie zum FC Rapperswil-Jona zurück.

## Sonstiges
Als Rittmann im Sommer 2023 bei Vorderland unterschrieb, hatte sie 180'000 Follower auf Instagram – mehr als Rapid Wien. Unter den österreichischen Fussballprofis beiderlei Geschlechts belegte sie damit den vierten Platz an Instagramfollowern.